# 고든 클랩
고든 클랩(Gordon Clapp, 1948년 9월 24일 ~ )은 미국의 배우이다.

## 영화
- 폴링 업 (2009년)
- 챈스 일병의 귀환 (2009년) - 톰 가렛 역
- 디 엑스 리스트 (2008년)
- 게임 플랜 (2007년) - 마크 매독스 코치 역
- 아버지의 깃발 (2006년)
- 선샤인 스테이트 (2002년)
- 문라이트 마일 (2002년)
- 스켈리톤 (2001, Skeletons in the Closet)
- 룰스 오브 인게이지먼트 (2000년)
- 캐리 2 (1999년)
- 윌로우성의 비밀 (1995년)
- 키스 오브 킬러 (1993년)
- FBI 기동 타격대 6 (1993년)
- 연인의 표적 (1991년)
- 아름다운 오해 (1989년)
- 여덟명의 제명된 남자들 (1988년)
- 메이트원 (1987년)
- 애상의 연인 (1985년)
- 세코커스 7 (1979년)

### 텔레비전
- 뉴욕경찰 24시 (1993년)